# Sarpedón (hijo de Laodamía)

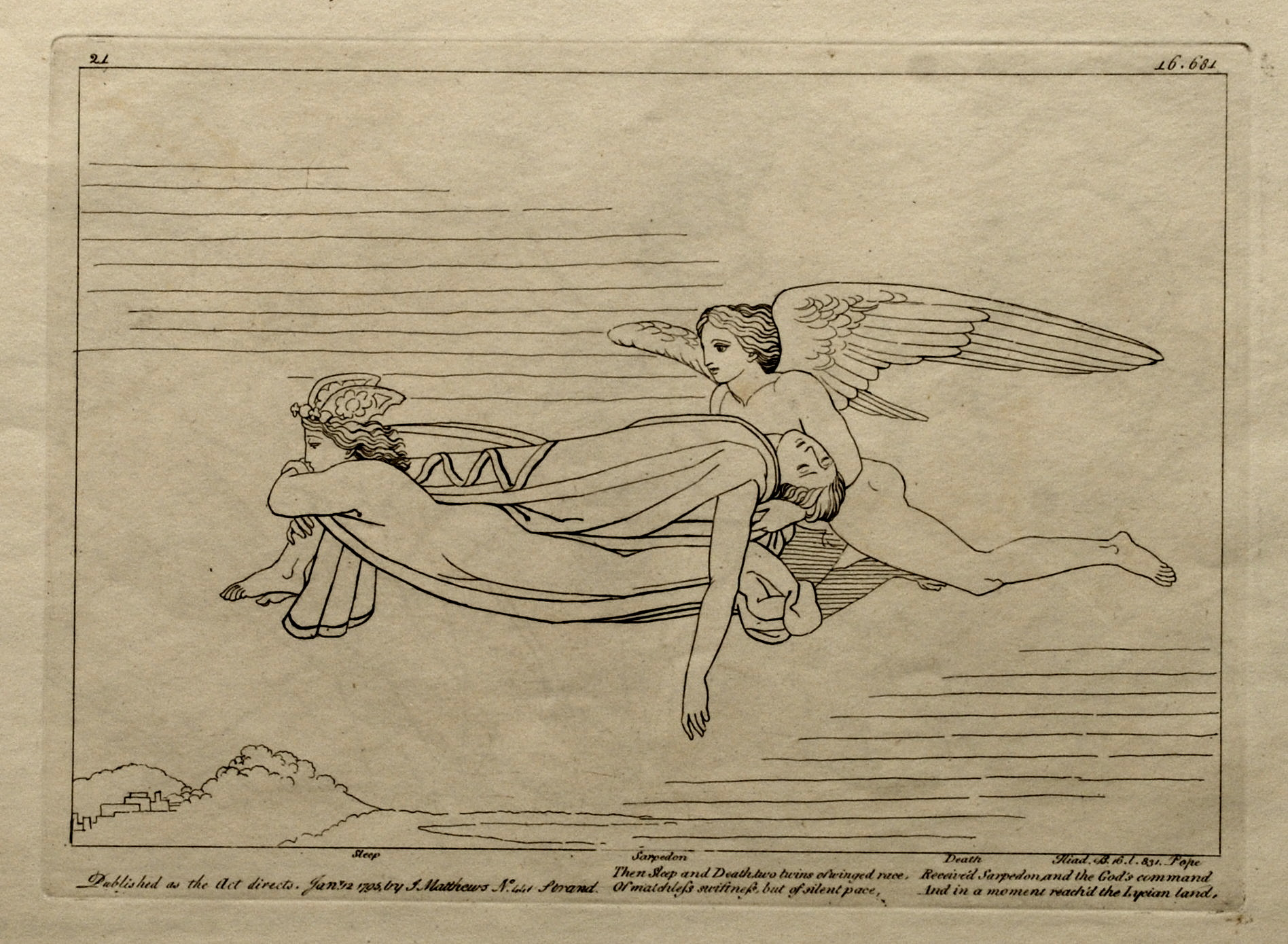
Talla dulce de 1795, obra de Tommaso Piroli (1752 – 1824) a partir de un dibujo de John Flaxman de 1793, empleada en una edición de la Ilíada: Hipnos y Tánatos llevan a Licia el cuerpo de Sarpedón.

En la mitología griega, Sarpedón (en griego Σαρπηδών) era hijo de Zeus y Laodamía, hija de Belerofonte. Otros dicen que eran hijo de Janto y Laodamía, o bien de Zeus e Hipodamía.
Según se cuenta en la Ilíada, Sarpedón participó en la guerra de Troya como aliado de los troyanos al frente de las tropas licias junto con su primo Glauco. En el transcurso de la guerra, Sarpedón fue asesinado por Patroclo. Durante su lucha, Zeus envió una lluvia de gotas de lluvia ensangrentadas sobre las cabezas de los troyanos expresando el dolor por la inminente muerte de su hijo. Tras su muerte Zeus envió a Apolo, quien lavó su cuerpo y se lo entregó al Sueño (Hipno) y la Muerte (Tánato); estos recogieron el cadáver y lo llevaron a Licia, para que los familiares de Sarpedón le concediesen un entierro apropiado.
Según cuenta Diodoro Sículo, este hijo de Laodamía es nieto del Sarpedón hijo de Europa. Sin embargo, otros autores, como el Pseudo-Apolodoro, identifican a ambos héroes y señalan que Zeus permitió a Sarpedón vivir durante tres generaciones. El Catálogo de mujeres, por ejemplo, está de acuerdo en que ambos son el mismo personaje. En un fragmento se nos dice que Europa, la madre de Sarpedón, estaba muy preocupada por tener noticias de su hijo, ya inmerso en la guerra de Troya. Para sortear la diferencia cronológica Diodoro dice que el hijo de Sarpedón, Evandro, le sucedió en el reino de Licia, se casó con Deidamia, la hija de Belerofonte, y engendró al segundo Sarpedón, que participó en la expedición contra Troya.